# Паровозный Музей (платформа)
Парово́зный Музе́й — остановочная платформа витебского направления Октябрьской железной дороги в Пушкинском районе Санкт-Петербурга.

## Описание
Для посадки и высадки имеются 2 боковые прямые платформы, рассчитанные на 4 вагона электропоезда.
Билетные кассы отсутствуют, проездные документы приобретаются пассажирами у контролёров-кассиров в пригородных поездах.

## История
Открыта в 1960-х годах рядом с путевым постом 16 километр для работников близлежащей сортировочной станции Шушары Октябрьской железной дороги; рядом располагались также дачные участки, ныне заброшенные. Ранее называлась «16 километр». Современное название остановочный пункт получил в 1991 году по располагавшемуся с 1 августа 1991 года по 2001 год в непосредственной близости Музею железнодорожной техники имени В. В. Чубарова. После переноса экспозиции на Варшавский вокзал здесь располагается база запаса музея. Южнее платформы расположен путь примыкания, идущий с транзитного и грузового парков сортировочной станции Шушары.
По состоянию на сентябрь 2015 года высадка и посадка пассажиров в электропоезда производится из первых четырёх вагонов электропоезда.
Осенью 2015 года обе посадочные платформы прошли реконструкцию.
В честь Паровозного музея в 2017 году был назван близлежащий автомобильный проезд в Шушарах — Паровозная дорога.

## Фотографии

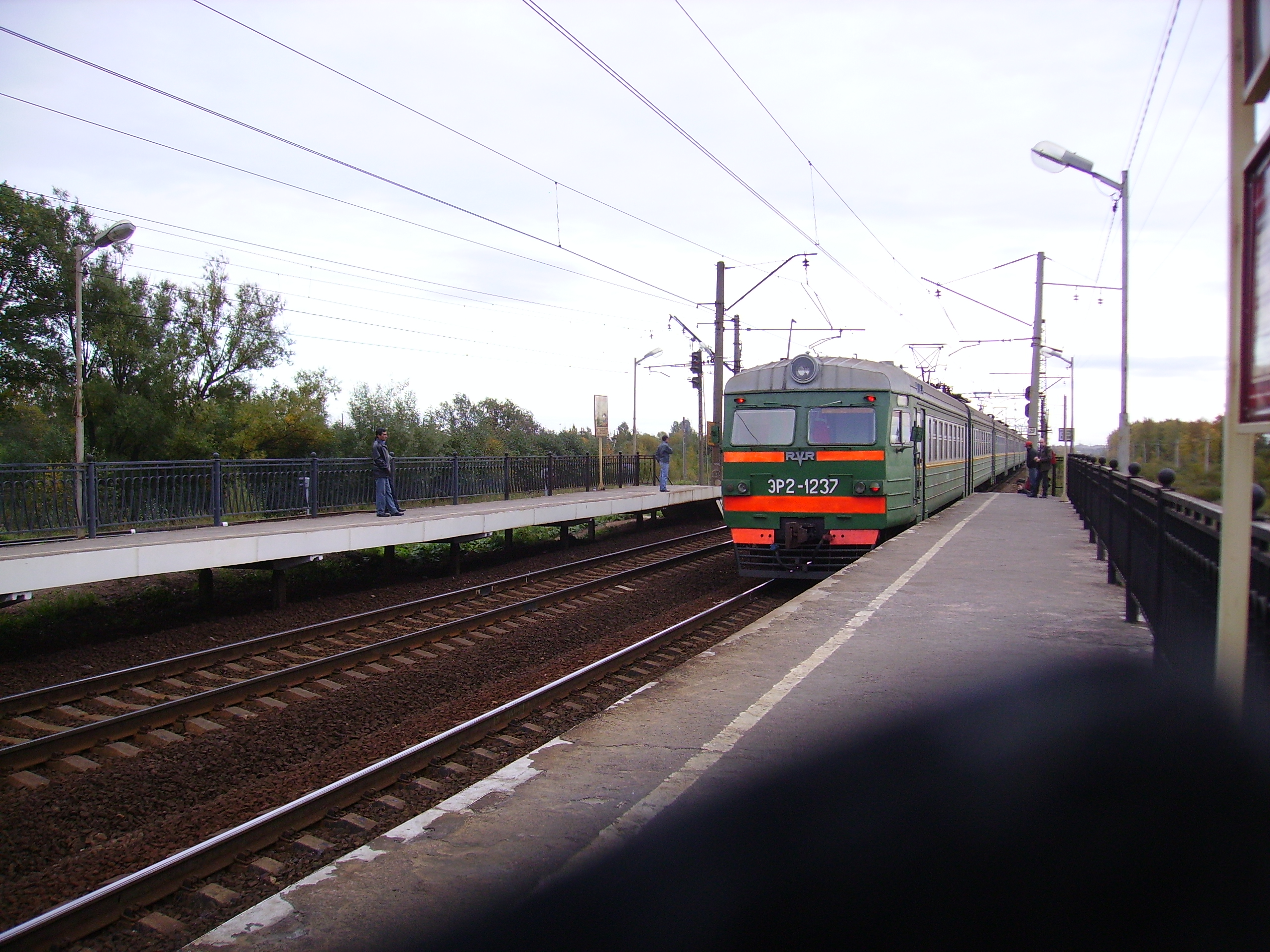
Электропоезд, отправляющийся с платформы
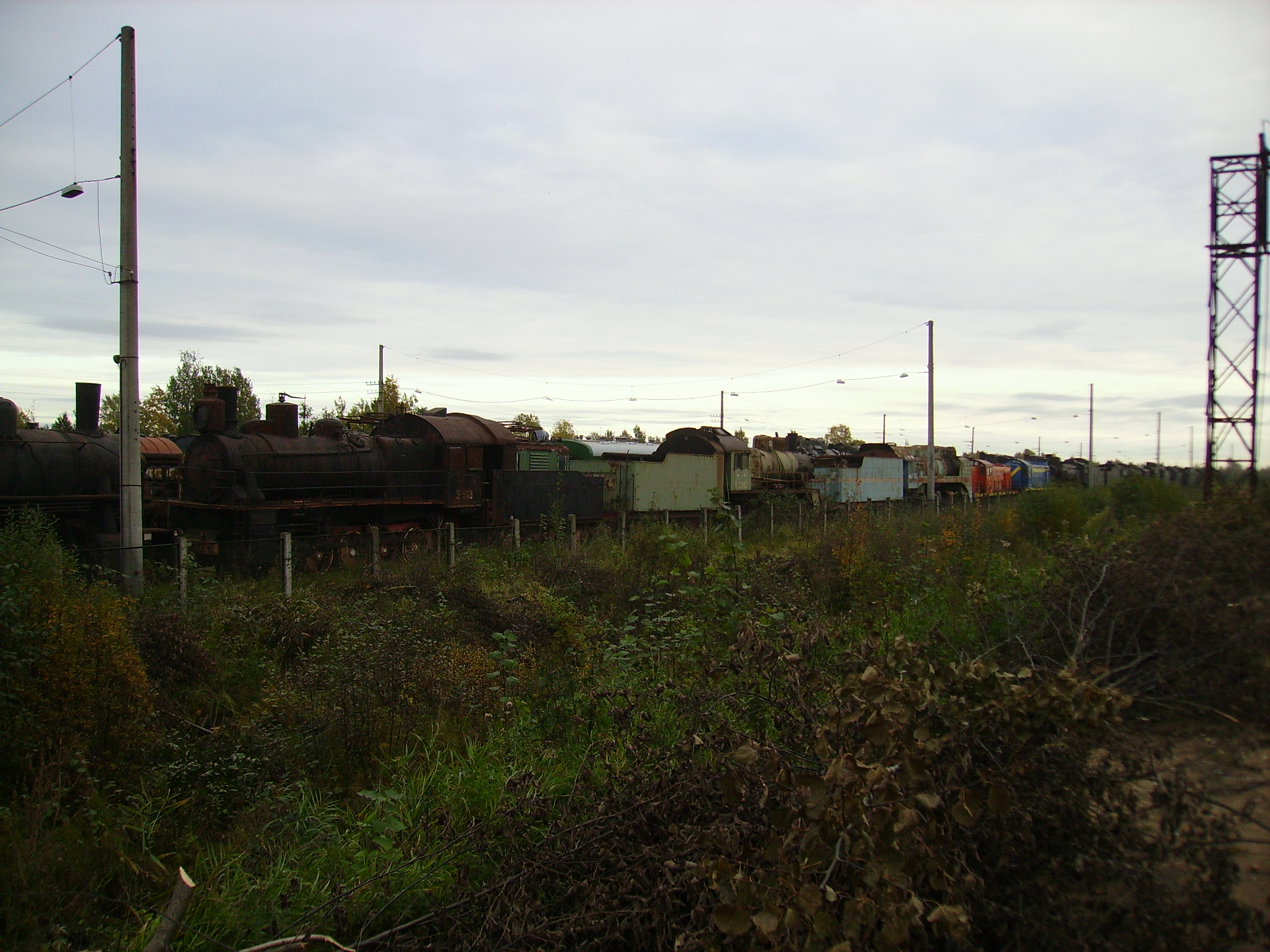
Вид на запасники музея
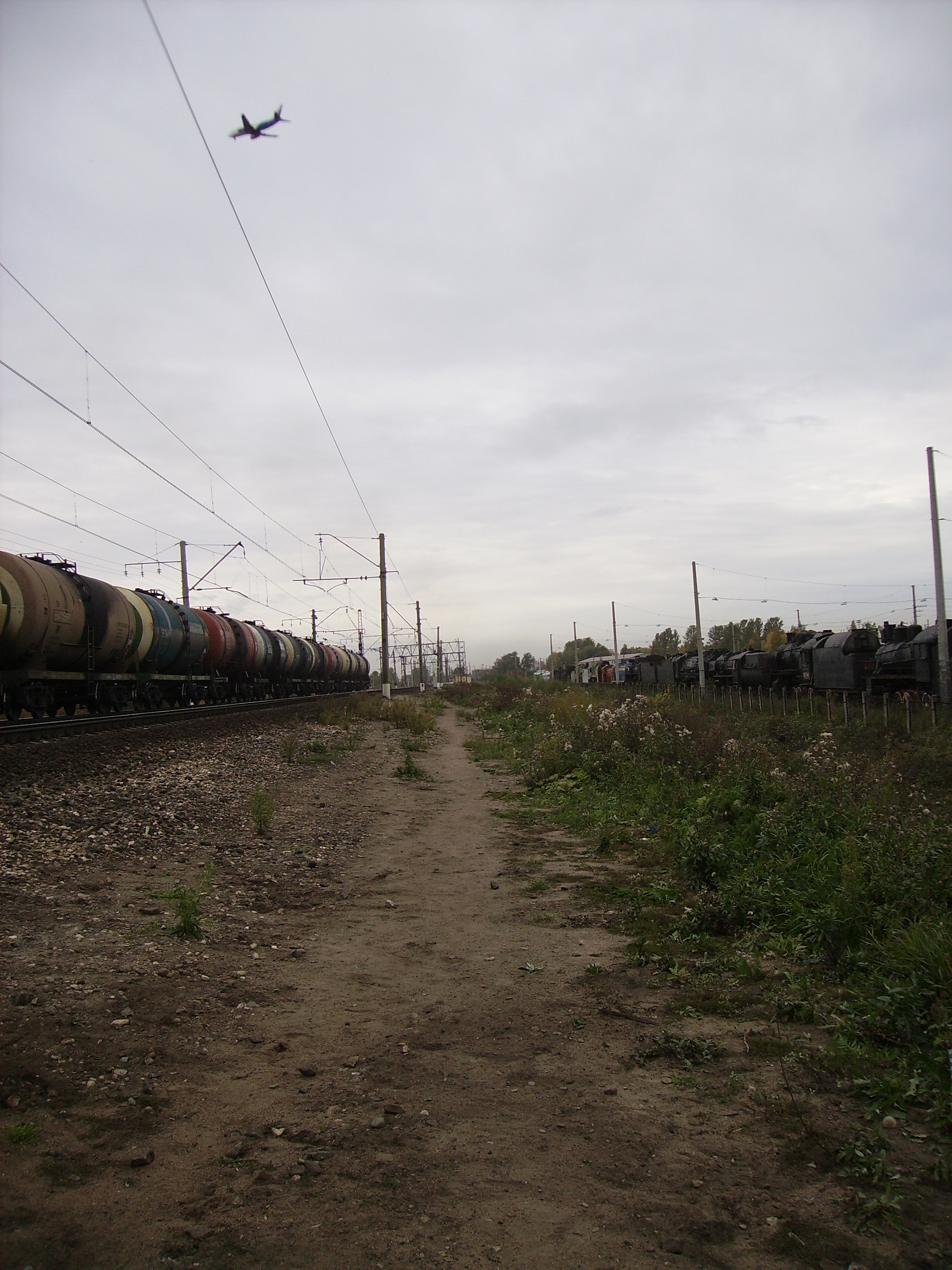
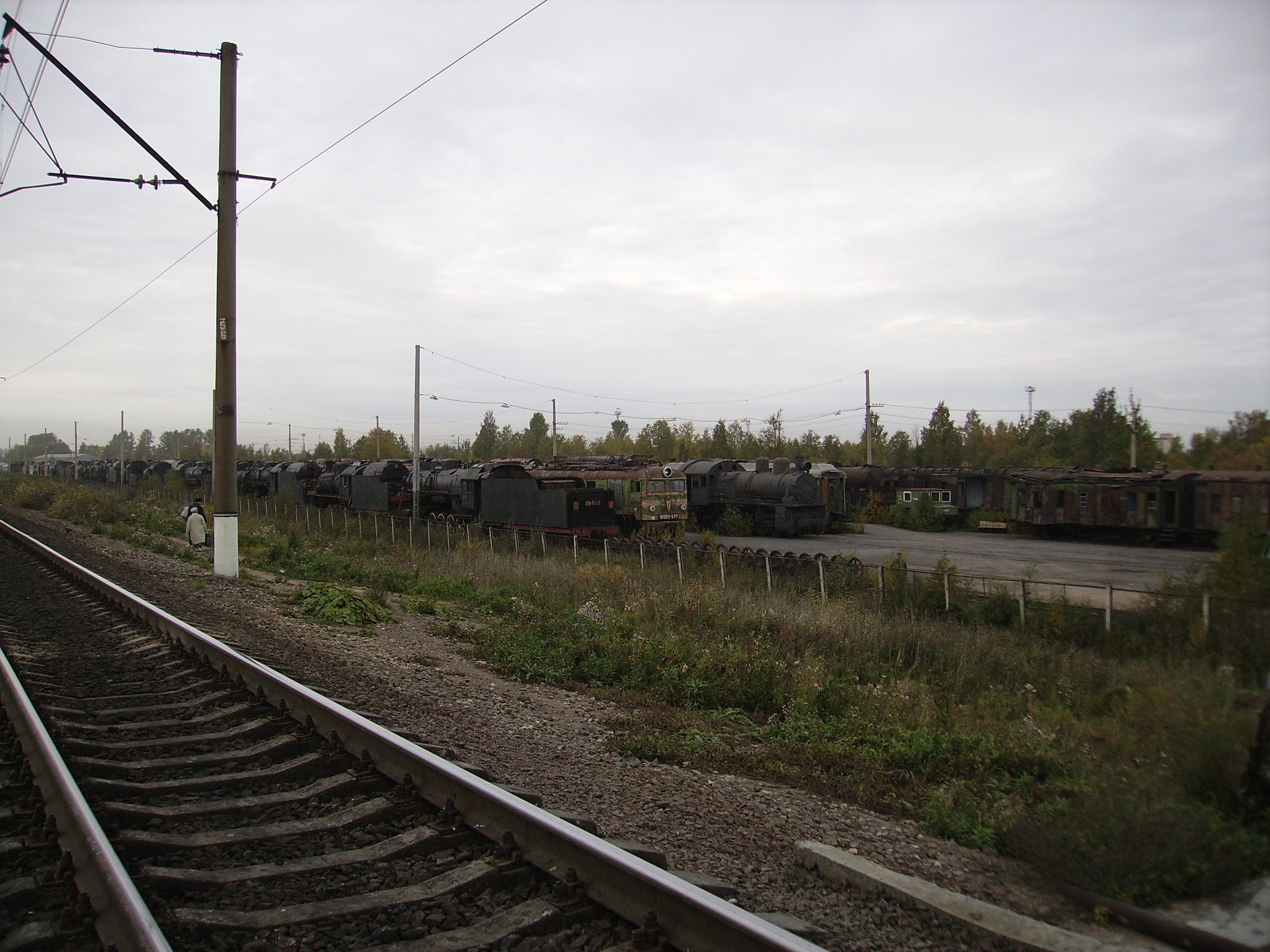